# Финнэ, Эдвард Габриэль
 Эдвард Габриэль Финнэ  (норв. Edvard Gabriel Finne; 10 февраля 1866, Берген — 3 июля 1899, Осло) — норвежский писатель, один из представителей натуралистической школы, был под сильнейшим влиянием Стриндберга.

## Биография
Основной тон всего литературного творчества Финнэ — беспросветный пессимизм, выросший из ненависти к современному буржуазному обществу — угнетателю талантливой индивидуальности, из ненависти к женщине и бунта против авторитета «старших». Мелкобуржуазный «бунтарь» Финнэ едко высмеивал современную полуромантическую литературу с её «наивно-ханжеским пониманием действительности» и обнаруживал особое тяготение к изображению самых грубых и темных сторон человеческой природы и жизни. Форма его произведений мало художественна.
Финнэ дебютировал сборником рассказов «Filosofen» (Философ, 1889), пронизанных глубоким пессимизмом. Второй сборник «Unge Syndere» (Юные грешники, 1891) — гимн любви в её примитивной форме полового влечения — был конфискован «за безнравственность».
Вышедший в 1890 году роман «Doktor Wangs Born» (Дети доктора Ванге) — самое сильное из произведений Финнэ, рисовал безрадостное детство и исковерканную юность сыновей и дочерей провинциального доктора, выросших в настоящем семейном аду. Сила романа в драматической интенсивности ситуаций, в реалистической обрисовке персонажей. Второй роман «To Damer» (Две дамы, 1891) слабее; его тема — история двух супружеств — разработана в духе Стриндберга: супружеская жизнь изображена здесь как ожесточенная борьба между мужчиной и женщиной. Основная тема двух вышедших в 1893 году одноактных пьес: «Uglen» (Сова) и «För Afskäden» (Перед разлукой) — супружеская измена. Первая в художественном отношении значительно выше второй. Ещё слабее повесть «Rachel» (Рашель, 1895). Выпущенная в том же году новелла «Emanuel Daah» (Эмануэль До) представляет собой мастерской психологический этюд. Повесть «I Afrgrunden» (В пропасти, 1898), похожая на исповедь писателя, проникнута чувством глубокой усталости и пессимизма.

## Работы
- Filosofen (1889)
- Doktor Wangs Børn (1890)
- To damer (1891)
- Uglen (1893)
- Før afskeden (1894)
- I afgrunden (1898)